# Região Central (Venezuela)

Região Central

A Região Central da Venezuela é uma das dez Região político-administrativo, no qual o país está dividido. Ela está localizada no centro-norte do país, sendo feita pelo estado Aragua, Carabobo e Cojedes. É limitado a Mar das Caraíbas para o norte, a Capital e Llanos no leste, Centro-Oeste no oeste e sul Llanos.
A Região Central é uma das regiões mais populosas, apesar de ser concentrado entre a menor área. É tambem uma das regiões ccom melhos desenvolvimento industrial do país. O organismo designado para gerenciar o desenvolvimento da região é chamado de Corpocentro.